# Gabi Nunes
Gabriela Nunes da Silva, couramment appelée Gabi Nunes, née le 10 mars 1997 à São Paulo, est une footballeuse internationale brésilienne. Elle évolue actuellement au poste d'attaquante à Aston Villa FC.

## Biographie
Gabi Nunes grandit à São Paulo, où elle commence le football, au Grêmio Filsan. Son frère, Roberto Júnior, est également footballeur professionnel.
Elle commence sa carrière au Centro Olímpico. Elle est sélectionnée avec les U17 brésiliennes en 2013. En 2015, elle inscrit 14 buts en 12 matches de championnat avec Adeco et termine meilleure buteuse, mais ne dépasse pas les demi-finales. Elle dispute la Copa America U20. Elle rejoint ensuite les Corinthians, avec l'objectif de remporter des titres.
Malgré trois blessures graves aux genoux subies en trois ans entre 2017 et 2020, elle remplit cet objectif puisqu'elle décroche deux sacres en Copa Libertadores et trois en championnat du Brésil.
Lors de la coupe du monde U20 en 2016, elle finit deuxième meilleure buteuse du tournoi avec cinq réalisations.
En 2020, elle inscrit un doublé en finale du championnat face à Avaí Kindermann pour décrocher la victoire avec les Corinthians (4-2).
En juillet 2021, quand elle quitte le Brésil pour rejoindre le Madrid CFF, elle est la meilleure buteuse de l'histoire du championnat brésilien.

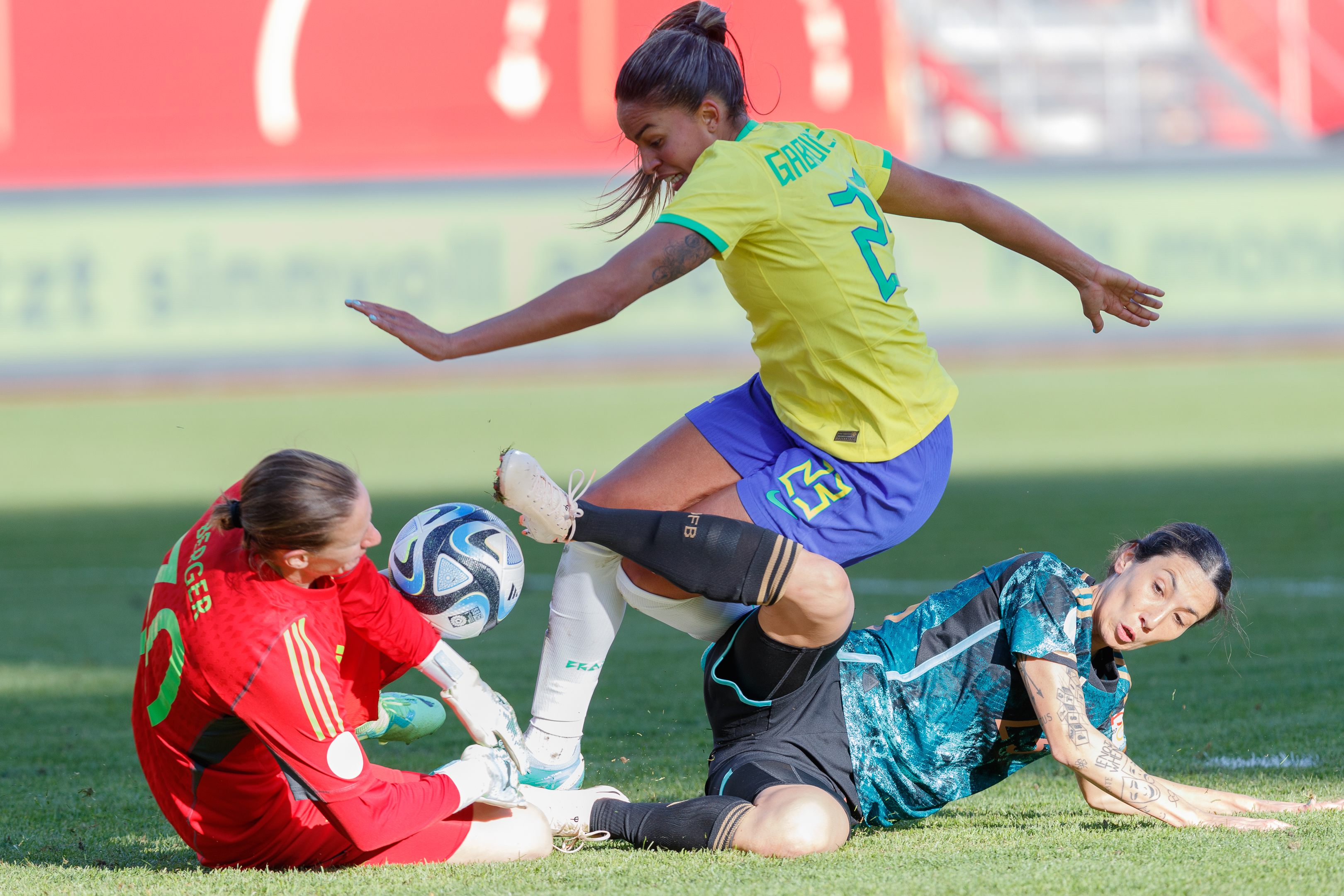
Gabi Nunes à la lutte avec Doorsoun et Berger lors d'un match amical face à l'Allemagne le 11 avril 2023.

Elle fait son retour en Seleção fin 2021 et dispute sa première coupe du monde en 2023, après avoir été forfait pour la Copa América 2022.
Après la coupe du monde, elle rejoint Levante. Le 6 septembre 2023, pour son premier match officiel avec son nouveau club, elle inscrit un triplé face au Stjarnan au 1er tour préliminaire de la Ligue des champions.

## Palmarès
Corinthians
- Copa Libertadores (2) :
  - Vainqueure en 2017 et 2019
- Série A1 (3) :
  - Championne en 2018, 2020, 2021
- Copa do Brasil (1) :
  - Vainqueure en 2016
- Paulistão (2) :
  - Championne en 2019, 2020